# ورنر هیمن
ورنر هیمن (دانمارکی: Werner Hedman؛ ‏ ۶ آوریل ۱۹۲۶–۱۰ مارس ۲۰۰۱) بازیگر، فیلم‌نامه‌نویس، کارگردان، فیلم‌بردار، تدوین‌گر و تهیه‌کننده اهل دانمارک بود.

## گزیدهٔ فیلم‌شناسی
- مأمور ۶۹ ینسن در برج قوس (۱۹۷۸)
- مأمور ۶۹ ینسن در برج عقرب (۱۹۷۷)
- در برج اسد (۱۹۷۶)
- در برج جوزا (۱۹۷۵)
- در برج ثور (۱۹۷۴)
- کوتوله گناهکار (۱۹۷۳)
- فاحشه‌خانه (۱۹۷۲)
- حالا نوبت می‌رسه به دامار (۱۹۷۲)
- جسد کجاست مولر؟ (۱۹۷۱)
- یکی در میان جمع (۱۹۶۱)
- زمستان آخر (۱۹۶۰)
- دختر و چاله آب (۱۹۵۸)
- ترس پنهان (۱۹۵۷)
- زنت را به من قرض بده (۱۹۵۷)
- مسافرخانه شناور (۱۹۵۶)
- جایی که کوه‌ها شناور هستند (۱۹۵۵)
- همان‌گونه که از بهشت فرستاده شد (۱۹۵۱)
- همه اینها به‌علاوه ایسلند (۱۹۵۱)